# PPG Paints Arena
El PPG Paints Arena (anteriormente Consol Energy Center) es un pabellón multiusos situado en Pittsburgh, Pensilvania. Fue inaugurado en 2010 y tiene capacidad para 19 100 espectadores de baloncesto y 18 387 de hockey sobre hielo. Es la pista donde disputan sus partidos como local los Pittsburgh Penguins de la NHL, que vino a reemplazar al Civic Arena, que databa de 1961.

## Historia
Su construcción finalizó el 1 de agosto de 2010, y estuvo lista para el comienzo de la temporada 2010-11 de la NHL.
El propietario de los Pittsburgh Penguins, Mario Lemieux y el capitán Sidney Crosby inauguraron oficialmente la pista de hielo el 27 de julio de 2010, quienes tras patinar durante cinco minutos se unieron a un grupo de aficionados que llevaban las camisetas de ambas estrellas del hockey.
El primer concierto que se celebró en el recinto fue el de Paul McCartney, que agotó entradas en cinco minutos, lo que hizo que se programara un segundo concierto al día siguiente.
PPG Paints compró los derechos del nombre de arena en octubre de 2016.

## Eventos
A lo largo de su historia ha albergado conciertos de importantes grupos. Entre los artistas que más veces ha actuado en el recinto se encuentran la Trans-Siberian Orchestra, Garth Brooks con Trisha Yearwood, Bruce Springsteen, Lady Gaga, Bon Jovi o Paul McCartney.